# Srŏk Sameakki Mean Chey
Srŏk Sameakki Mean Chey är ett distrikt i Kambodja.   Det ligger i provinsen Kampong Chhnang, i den centrala delen av landet, 50 km nordväst om huvudstaden Phnom Penh. Antalet invånare är 57 170.